# We Are the Nightmare
We Are the Nightmare è il terzo album in studio del gruppo death metal statunitense Arsis, pubblicato nel 2008.

## Tracce
1. We Are the Nightmare – 4:03
2. Shattering the Spell – 4:04
3. Sightless Wisdom – 3:39
4. Servants to the Night – 4:16
5. Failing Winds of Hopeless Greed – 3:36
6. Overthrown – 3:45
7. Progressive Entrapment – 4:17
8. A Feast for the Liar's Tongue – 3:48
9. My Oath to Madness – 3:54
10. Failure's Conquest – 5:25

## Formazione
- James Malone - voce, chitarre
- Ryan Knight - chitarre
- Noah Martin - basso
- Darren Cesca - batteria, cori